# Saque de Aquileia
O saque de Aquileia ocorreu em 452, e foi realizado pelos Hunos sob a liderança de Átila, o Huno.

## Campanha
Um ano após a Batalha dos Campos Cataláunicos, Átila lançou uma invasão à Itália, passando por Pannônia até Vêneto, onde sitiou Aquileia. Jordanes afirma que a cidade estava bem defendida, a ponto de Átila considerar a retirada. De fato, Ian Hughes sugere que, como Aécio não conseguiu bloquear os Alpes Julianos, ele reforçou a guarnição da cidade para forçar Átila a sitiá-la, sob risco de as forças romanas impedirem sua retirada. O cerco durou algum tempo, e Jordanes afirma que, enquanto Átila ponderava a retirada, a cidade sucumbiu a um novo ataque, tendo sido completamente destruída.
Antes de sua destruição, Aquileia era um centro de governo (com residência imperial), de comércio e finanças (com casa da moeda), de defesa militar e do Cristianismo (com um Bispo). Sua destruição e a devastação sem impedimentos promovida por Átila na província do Vêneto (atual Vêneto e Friuli) abriram caminho para o surgimento de Veneza, que em poucos séculos substituiu e até superou Aquileia em importância.

## Consequências
Átila prosseguiu com os saques na Itália, enquanto Aécio pouco mais conseguiu do que simplesmente hostilizá-lo. Somente com a chegada de uma embaixada, que incluía o Papa Leão I, foi que Átila finalmente encerrou sua invasão, provavelmente em razão da fome, doenças e do avanço de um Exército Romano do Oriente em direção aos assentamentos hunos próximos ao Tisza.